# Resolució 471 del Consell de Seguretat de les Nacions Unides
La Resolució 471 del Consell de Seguretat de les Nacions Unides, aprovada el 5 de juny de 1980 sota el Capítol VI de la Carta de les Nacions Unides va tractar sobre l'ocupació israeliana i l'activitat d'assentaments israelians als territoris palestins de Jerusalem Est, Cisjordània, Franja de Gaza i Alts del Golan.
Va criticar l'ocupació israeliana d'aquests territoris. A més, va expressar la seva preocupació perquè Israel no hagués protegit als civils dels territoris ocupats i va demanar Israel que compensés els danys soferts per civils per aquesta falta de protecció. Finalment, va demanar Israel que compleixi totes les resolucions pertinents del Consell de Seguretat de les Nacions Unides i les disposicions de la Quarta Convenció de Ginebra.
La resolució 471 va ser aprovada per 14 vots contra cap, i l'abstenció dels Estats Units.